# Hochter Bampd
Hochter Bampd is een Vlaams natuurreservaat dat zich bevindt tussen de Zuid-Willemsvaart en de Maas, en tussen Neerharen en Uikhoven. Het langgerekte gebied heeft een oppervlakte van 40 ha en behoort tot het meest zuidelijke deel van Rivierpark Maasvallei.

## Geschiedenis
Dit gebied behoorde tot het domein van Abdij van Hocht. Via waterwerken, zoals kribben, verlegden de monniken de loop van de Maas in oostwaartse richting, waardoor hun domein werd vergroot. Zo ontstonden, begin 15e eeuw, de Hochter beemden. Toen, in 1826, de Zuid-Willemsvaart werd aangelegd, gebeurde dit deels in een oude Maasloop.
Tussen 1950 en 1966 werd, door de Nederlandse firma Van Roosmalen, grind gewonnen in dit gebied. Er bleven diepe plassen achter, zoals de Wissenplas, en ondiepe plassen, zoals De Bies. Er ontstond ooibos en er werd hier en daar nog akkerbouw bedreven. Ook werden populieren aangeplant.
In 1993 en 1995 werd het gebied overstroomd door de Maas. Er werd een begrazingsproject gestart met galloway runderen en prezwalski paarden. Ook werd het terrein ontdaan van illegale vuilstorten in vroegere kiezelgaten en diverse bouwsels. Deze gebouwen waren afkomstig van het vroegere kiezelfabriek en de ijzeren pijpleidingen die de kiezel moesten transporteren. Enkel een gebouw wat onder aan de Zuid-Willemsvaart staat is nog bewaard. De Neerharenaren noemde de Hochter Bampd daarom ook vroeger De Kiezelkoeter (grindgaten).

## Natuurwaarden
Vóór de natuurontwikkeling werden bijzondere plantensoorten aangetroffen zoals kandelaartje, knolsteenbreek, mottenkruid, kruisbladwalstro en rapunzelklokje. Na 1992 zijn daar ook beemdkroon, donderkruid, borstelkrans, rode ogentroost en vele andere soorten bijgekomen waaronder onder andere orchideeën . In het ooibos werd onder meer verspreidbladig goudveil aangetroffen. In deze bossen is veel kwel aanwezig, afkomstig van de Zuid-Willemsvaart.
Er waren ook voor 1992 al veel broedvogels, zowel vogels van struwelen, als watervogels. Er werden 18 soorten libellen waargenomen. Onder andere beekrombout, kleine roodoogjuffer, houtpantserjuffer en zuidelijke glazenmaker, de weidebeekjuffer, de kanaaljuffer en de blauwe breedscheenjuffer werden gezien. Er werden 22 soorten dagvlinders aangetroffen en 12 soorten sprinkhanen. Van de reptielen kunnen de hazelworm en de levendbarende hagedis worden genoemd.
Andere soorten zijn de wijngaardslak, de kleine glimworm en de muskusboktor. Van de zoogdieren zijn de das en de bever sinds 2003 aanwezig.
Wel zijn de natuurwaarden door de verruiging achteruit gegaan, uitbreiding van het gebied met open grasland ligt mogelijk in het verschiet. Ook is de Maasdam verlaagd en omgevormd in een meer afwisselend gebied met moerassige oeverzone. De Maas zal dan ook vaker het gebied overstromen.